# Alec John Jeffreys

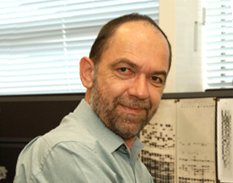
Alec John Jeffreys, 2008

Sir Alec John Jeffreys, CH (* 9. Januar 1950 in Luton, Bedfordshire) ist ein britischer Genetiker. Er erfand und entwickelte den genetischen Fingerabdruck.

## Leben
Alec John Jeffreys entwickelte schon früh ein Interesse an Naturwissenschaften, das durch seine Eltern gefördert wurde. Mit acht Jahren erhielt er seinen ersten Chemiekasten, später ein Messingmikroskop. Nach dem Schulabschluss studierte Jeffreys an der Universität Oxford Biochemie. Nach seiner Doktorarbeit verbrachte er einige Zeit an der Universität Amsterdam. Seit 1977 arbeitete er dann an der Leicester University.
Am 10. September 1984 entdeckte er den genetischen Fingerabdruck, was er noch heute als seinen Heureka-Moment bezeichnete. Er forschte an Minisatelliten, hypervariablen DNA-Bereichen im menschlichen Genom. Auch wenn er gar nicht an einer Entwicklung eines genetischen Fingerabdruckes interessiert gewesen war, sondern Blutproben verschiedener Familienmitglieder nebeneinander auf diese Minisatelliten untersuchte, erkannte er sofort die Reichweite seiner Entdeckung. Das Bild der Minisatelliten der Familienmitglieder ließ ihn erkennen, dass sie wie ein Strichcode jeder einzelnen Person zugeordnet werden können, sich aber auch Familienverhältnisse ablesen lassen. Auch heute noch beruht jeder genetische Fingerabdruck zur Tatortaufklärung und jeder Vaterschaftstest auf der von ihm entdeckten Variation. Im Jahr 1991 berichtete Jeffreys in der Fachzeitschrift „Nature“ von der ersten erfolgreichen Identifikation eines Mordopfers – ein 15-jähriges Mädchen, dessen Leiche man erst acht Jahre nach der Tat gefunden hatte. Die erste durch diese Technik überführte Person war der Doppelmörder Colin Pitchfork. Seit diesem Durchbruch forscht Jeffreys auch heute noch an der Variation im menschlichen Genom, und vor allem daran, wie diese Variation zustande kommt und von Generation zu Generation weitergegeben wird.
Seine Forschungsergebnisse haben Jeffreys zu zahlreichen Auszeichnungen und Preisen verholfen. Unter anderem wurde er im Jahr 1994 von Königin Elisabeth II. als Knight Bachelor zum Ritter geschlagen. Weitere Auszeichnungen sind zum Beispiel die Mendel Medal der Genetics Society (1987), der William Allan Award (1992) und der Albert Einstein World Award of Science (1996). 2004 wurde er mit der Royal Medal der Royal Society ausgezeichnet, 2014 mit deren Copley-Medaille. 2005 erhielt er den Albert Lasker Award for Clinical Medical Research. Des Weiteren wird er von Experten als Kandidat für den Chemie-Nobelpreis genannt. 2017 wurde er in den Order of the Companions of Honour aufgenommen. Seit 1989 ist er Mitglied der Academia Europaea, seit 2005 der National Academy of Sciences. 2010 hielt er die Croonian Lecture.
Jeffreys ist verheiratet und hat zwei erwachsene Töchter sowie zwei Enkel. Im Sommer ist Jeffreys oft an seiner Surfing-Hütte in Cornwall, England anzutreffen, wo er leidenschaftlich seinem Hobby, dem Wellenreiten, nachgeht.